# (22250) Konstfrolov
(22250) Konstfrolov est un astéroïde de la ceinture principale.

## Description
(22250) Konstfrolov est un astéroïde de la ceinture principale. Il fut découvert le 7 septembre 1978 à Naoutchnyï par Tamara Smirnova. Il présente une orbite caractérisée par un demi-grand axe de 2,59 UA, une excentricité de 0,23 et une inclinaison de 4,8° par rapport à l'écliptique.

## Compléments